# Nowoje Bachtiarowo
Nowoje Bachtiarowo (ros. Новое Бахтиарово) – wieś (dieriewnia) w Rosji, w Czuwaszji, w rejonie batyriewskim. W 2021 liczyła 359 mieszkańców.